# Port lotniczy Alerta
Port lotniczy Alerta (IATA: ALD, ICAO: SPAR) – port lotniczy położony w Alerta, w Regionie Ukajali, w Peru.